# Bukcza
Bukcza (biał. Букча; ros. Букча, Bukcza) – wieś na Białorusi, w obwodzie homelskim, w rejonie lelczyckim, w sielsowiecie Bukcza.

## Warunki naturalne
Wieś położona jest wśród dużego kompleksu leśno-bagiennego, w pobliżu Bukczańskiego Rezerwatu Biologicznego.

## Historia
W XIX i w początkach XX w. wieś i majątek ziemski położone w Rosji, w guberni mińskiej, w powiecie mozyrskim, w gminie Tonież, śród błot i puszcz niezmiernych.
Po I wojnie światowej pod administracją polską, w Zarządzie Cywilnym Ziem Wschodnich, w okręgu brzeskim, w powiecie mozyrskim, w gminie Tonież.
W wyniku postanowień traktatu ryskiego znalazła się w granicach Związku Sowieckiego. W okresie międzywojennym leżała ok. 7 km od granicy z Polską. Znajdowała się tu wówczas komendantura sowieckich wojsk pogranicznych.
Od 1991 w niepodległej Białorusi.